# غسان الزواوي
غسان الزواوي، (1961-) دبلوماسي وسياسي وسفير دولة الكويت في العراق منذ عام 2013.

## السيرة الذاتية
حصل غسان على شهادتين في البكالوريوس من جامعة دنفر الأميركية، الأولى تخصص رياضيات والثانية تخصص فلسفة عام 1984، بدأ حياته الدبلوماسية عندما عين عام 1985 ملحقا دبلوماسيا بوزارة الخارجية ثم سكرتيرا ثالثا (قنصلا) بسفارة دولة الكويت في العراق 1987، عاد إلى بلاده ليعمل ضابط ارتباط في إدارة المنظمات الدولية بالخارجية 1991، ثم سكرتيرا ثانيا بسفارة الكويت في التشيك 1994، ومستشارا بإدارة البحوث والاعلام بالخارجية الكويتية 1997، ونائب مدير إدارة المنظمات الدولية 2001، وقنصلا عاما في هونغ كونغ 2003، وسفيرا لدى اليابان 2005، ثم في أذربيجان 2009، وسفيرا فوق العادة ومفوضا لدولة الكويت لدى تركيا، وحاليا سفير دولة الكويت لدى العراق من 2013 ولا يزال.

## وصلات خارجية
- مداخلة - سفير الكويت في تركيا غسان الزواوي
- لقاء خاص مع السفير الكويتي غسان يوسف الزواوي